# Кашкаровский сельсовет
Кашкаровский сельсовет — муниципальное образование в Зилаирском районе Башкортостана России.

## История
Согласно Закону о границах, статусе и административных центрах муниципальных образований в Республике Башкортостан имеет статус сельского поселения.

## Население
| 2002 | 2009 | 2010 | 2012 | 2013 | 2014 | 2015 |
| ---- | ---- | ---- | ---- | ---- | ---- | ---- |
| 830  | ↘787 | ↘759 | ↘750 | ↘732 | ↗736 | ↘722 |
| 2016 | 2017 | 2018 |      |      |      |      |
| ↗723 | ↗725 | ↗726 |      |      |      |      |

## Состав сельского поселения
| № | Населённый пункт | Тип населённого пункта       | Население |
| - | ---------------- | ---------------------------- | --------- |
| 1 | Кашкарово        | село, административный центр | ↘416      |
| 2 | Искужино         | село                         | ↘183      |
| 3 | Максютово        | деревня                      | ↘83       |
| 4 | Ижбулды          | деревня                      | ↘77       |